# Örebro tingsrätt
Örebro tingsrätt är en  tingsrätt i Örebro län med kansli i Örebro. Domkretsen omfattar alla kommuner i Örebro län.  Tingsrätten med dess domkrets ingår i domkretsen för Göta hovrätt.

## Administrativ historik
Vid tingsrättsreformen 1971 bildades denna tingsrätt i Örebro av Örebro rådhusrätt och häradsrätten för Östernärkes domsagas tingslag. Domkretsen bildades av staden, Östernärkes domsagas tingslag och delar av Västernärkes domsagas tingslag. 1971 omfattade domsagan Örebro kommun som 1995 delades varefter även den nybildade Lekebergs kommun ingick i domsagan. Tingsrätten med dess domkrets ingick till 1 juli 1992 i domkretsen för Svea hovrätt.
1 juni 2001 upplöstes Hallsbergs tingsrätt och dess rätt uppgick i denna och dess domsaga i denna domsaga som då tillfördes Askersunds kommun, Hallsbergs kommun, Laxå kommun och Kumla kommun.
14 februari 2005 upplöstes Lindesbergs tingsrätt och dess rätt uppgick i denna och dess domsaga i denna domsaga som då tillfördes Hällefors kommun, Lindesbergs kommun, Ljusnarsbergs kommun och Nora kommun. Några år efter denna sammanslagning var Hällefors ett tingsställe för tingsrätten.
12 januari 2009 upplöstes Karlskoga tingsrätt och dess rätt uppgick i denna och dess domsaga i denna domsaga som då tillfördes Degerfors kommun och Karlskoga kommun.

## Nuvarande byggnad
Sedan 2013 befinner sig tingsrätten på Järnvägsgatan 1 i "Rättscentrum Örebro", dit även Kriminalvården, Åklagarmyndigheten och Polismyndigheten samlats.

## Omvandling av livstidsdomar
Genom lagen (2006:45) om omvandling av fängelse på livstid som trädde i kraft den 1 november 2006 har Örebro tingsrätt i huvudsak övertagit uppgiften att tidsbestämma livstidsdömda fångars fängelsestraff, och är därmed den enda tingsrätten som prövar mål om omvandling av livstidsstraff. Kumlaanstalten som har flest antal livstidsfångar ligger i Örebro domkrets.

## Lagmän
- 1971–1977: Arne Fallenius
- 1978–1990: Olof Tranell
- 1990–1998: Lars Levin
- 2001–2006: Urban Sandén (tillförordnad från 1998)
- 2006–2007 Gunnar Larsson
- 2008–2014: Per Grevesmühl
- 2014–2021: Björn Lindén
- 2022–: Lars-Gunnar Lundh (tillförordnad från 2021)